# Eva Alcón Soler
Pour les articles homonymes, voir Alcon (homonymie) et Soler.
Eva Alcón Soler, née à Castelló de la Plana le 21 janvier 1963, est une universitaire espagnole, spécialiste de l'étude de la langue anglaise.
Elle est l'une des premières femmes rectrices d'université du pays, et depuis 2023, la présidente de la Conférence des recteurs des universités espagnoles.

## Biographie
Professeure spécialiste de philologie anglaise au département d'études anglaises de l'université Jacques-Ier, importante université de la communauté valencienne qu'elle intègre en 1993, elle est directrice du groupe de recherche Applied Linguistics to the Teaching of the English Language (LAELA). Ses principaux sujets de recherche se concentrent dans l'acquisition de la langue anglaise. Elle publie dans son domaine de recherche de nombreux articles scientifiques dans des revues internationales, ainsi qu'un livre, fin 2007, avec sa consœur Maria Pilar Safont Jordà sur l'interculturalité, dont le contenu est diversement apprécié dans le monde académique,.
Au cours de sa carrière universitaire, elle est successivement vice-doyenne de philologie anglaise (1999-2001), vice-rectrice de l'organisation académique (2001-2006) et vice-rectrice de la coopération internationale (2006-2010).
En 2015, elle est candidate du Parti socialiste valencien-PSOE (PSPV-PSOE) à la présidence de la Generalité valencienne. Elle est élue députée au Parlement valencien en 2015, avant de démissionner en 2017 pour se consacrer à l'université.
En 2018, est est nommée rectrice de l'université Jacques-Ier, devenant la première femme à occuper ce poste dans l'histoire de cette université.
Depuis mars 2023, elle est responsable de la Xarxa Vives d'Universitats. Elle préside également, depuis juin 2023, la Conférence des recteurs des universités espagnoles.

## Publications
- Eva Alcon Soler et Maria Pilar Safont Jordà (Co-autrice), Intercultural language use and language learning, Springer, 2007 (ISBN 978-1-4020-5635-2 et 978-1-4020-5639-0).